# Złotlinka jaskrawa

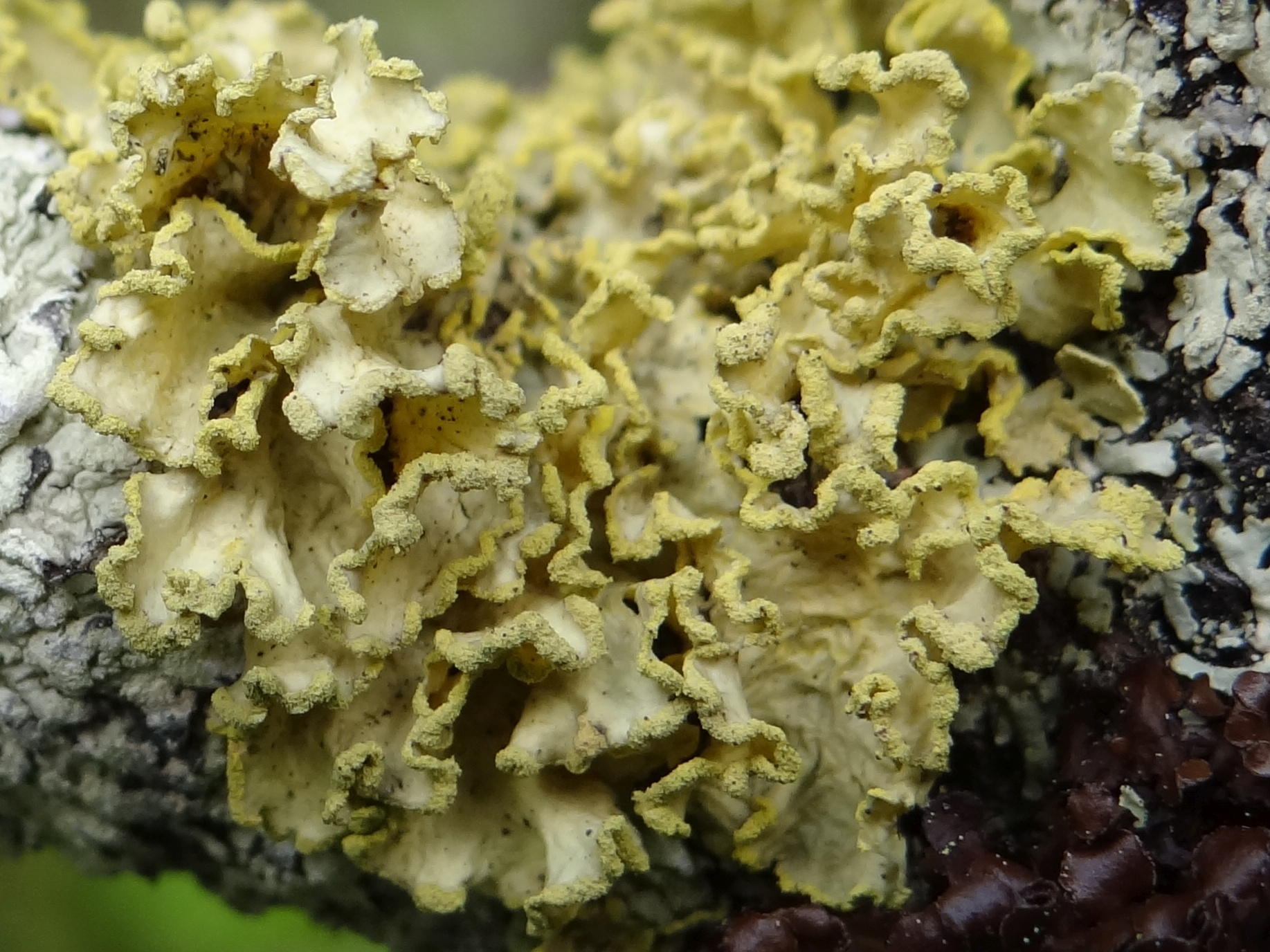

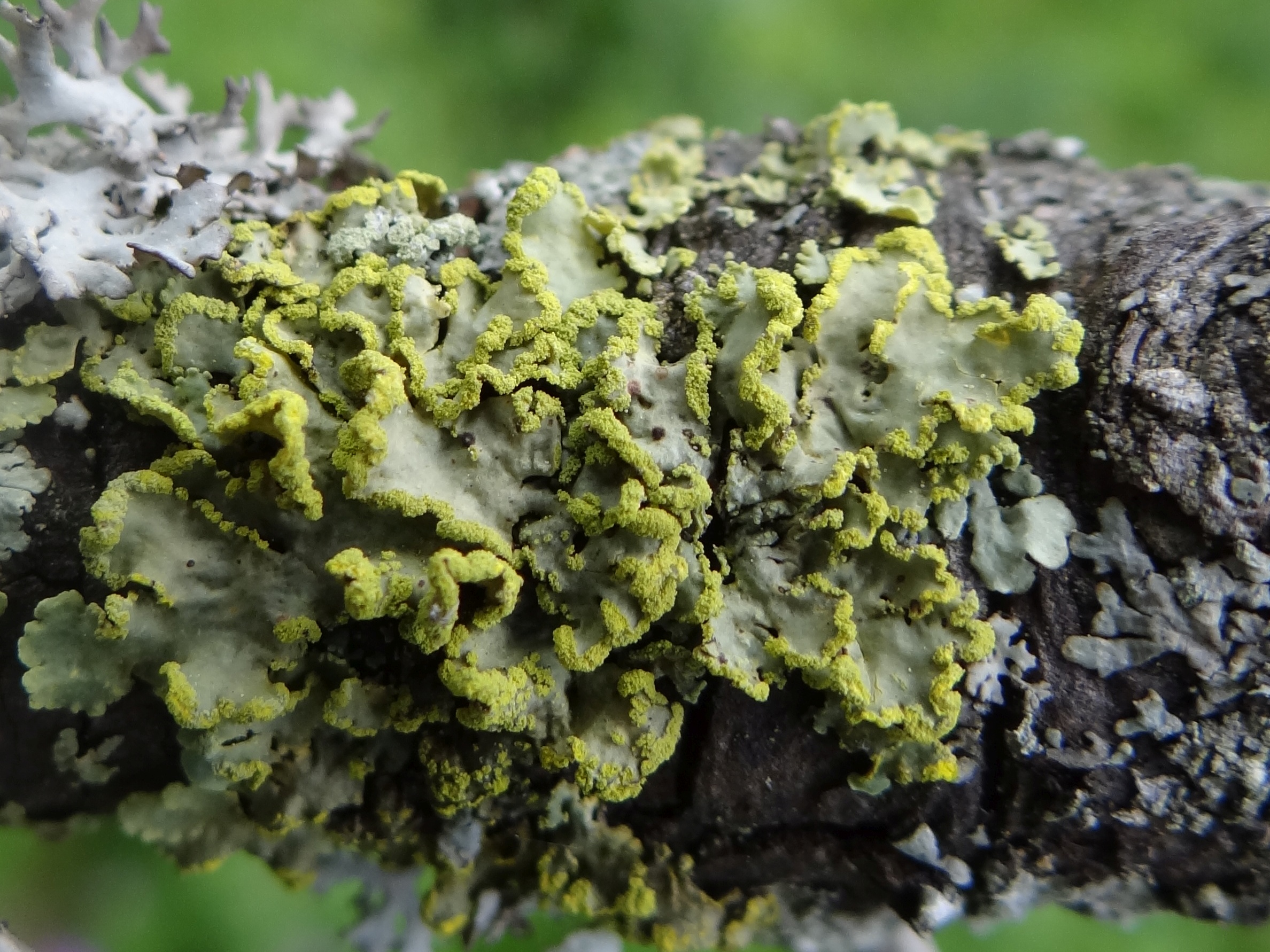

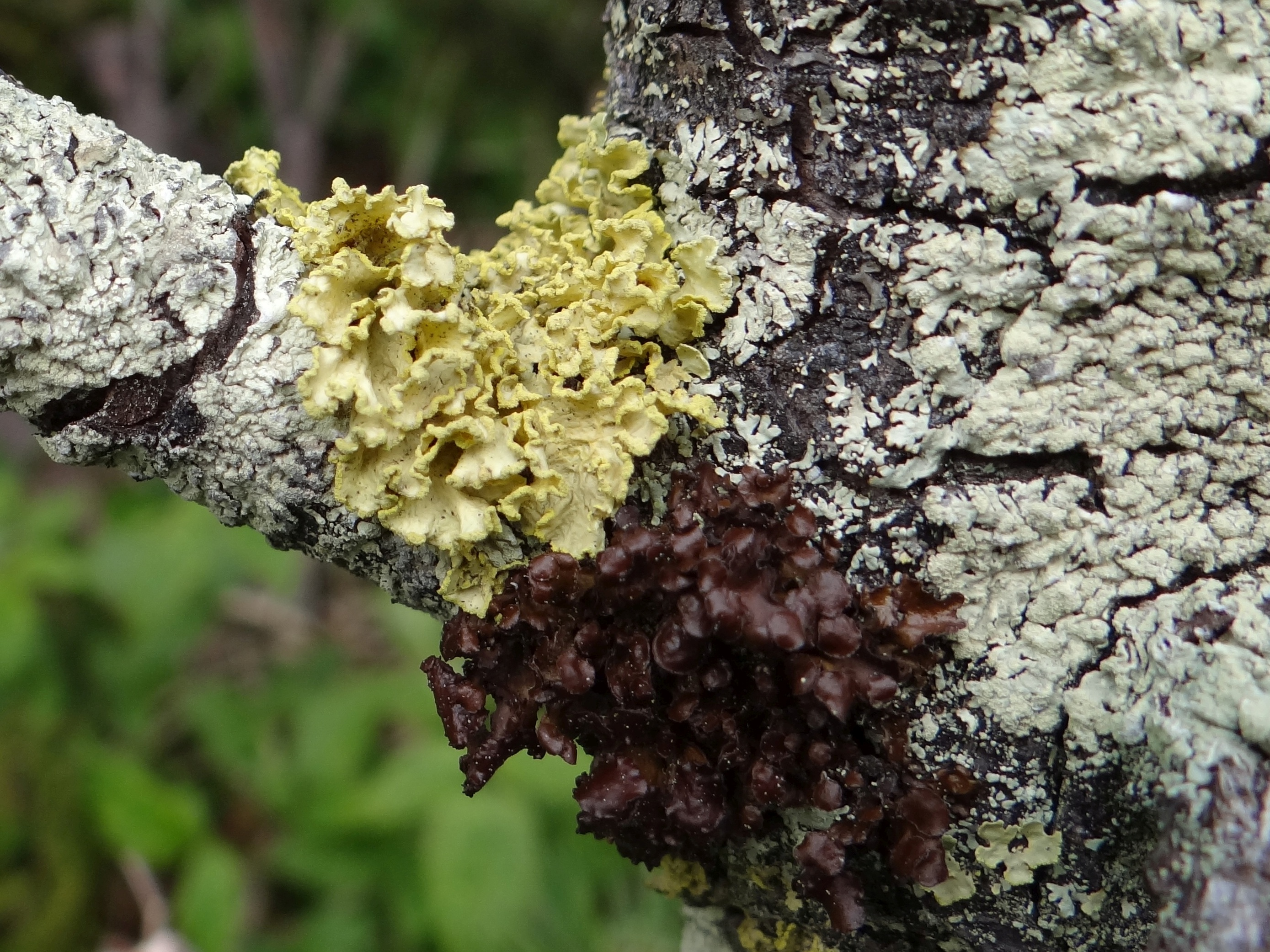
Złotlinka jaskrawa, płucnica płotowa i inne porosty na gałęzi kosodrzewiny

Złotlinka jaskrawa, płucnica żółta (Vulpicida pinastri (Scop.) J.-E. Mattsson & M.J. Lai) – gatunek grzybów z rodziny tarczownicowatych (Parmeliaceae). Ze względu na symbiozę z glonami zaliczany jest do porostów.

## Systematyka i nazewnictwo
Pozycja w klasyfikacji według Index Fungorum:  Vulpicida, Parmeliaceae, Lecanorales, Lecanoromycetidae, Lecanoromycetes, Pezizomycotina, Ascomycota, Fungi.
Po raz pierwszy takson ten opisali w 1772 r. Scopoli i  Jean Étienne Duby jako Lichen pinastrii (porost jaskrawy), później zaliczany był do różnych rodzajów, a w 1993 r. przez J.-E. Mattsson & M.J. Lai przeniesiony został do nowo utworzonego rodzaju Vulpicida.
Synonimy nazwy naukowej:
- Cetraria juniperina var. pinastri (Scop.) Ach.
- Cetraria pinastri (Scop.) Gray 1821
- Lichen pinastri Scop. 1772
- Lobaria pinastri (Scop.) Hoffm. 1796
- Parmelia pinastri (Scop.) Sommerf. 1826
- Physcia pinastri (Scop.) DC. 1805
- Platysma pinastri (Scop.) Frege 1812
- Squamaria pinastri (Scop.) Hoffm. 1789
- Tuckermanopsis pinastri (Scop.) Hale 1987

Nazwy polskie według W. Fałtynowicza.

## Charakterystyka
Plecha
Listkowata o średnicy do 3, wyjątkowo 5 cm. Plecha jest nieregularna lub częściowo rozetkowata i głęboko podzielona. Tworzy skupiska, lub występuje w postaci pojedynczych okazów, czasami słabo rozwiniętych. Przyrośnięta jest do podłoża w środkowej części, brzegi są odstające. Odcinki plechy mają rozmiar (0,5–) 1–2 (–3) mm, zaokrąglone, pofałdowane i lekko karbowane brzegi. Stykają się z sobą, lub zachodzą na siebie brzegami. Górna powierzchnia jest bez urwistków, gładka lub drobnoziarnista o barwie  cytrynowożółtej lub zielonkawożółtej, a na stanowiskach bardziej zacienionych zielonej lub szarozielonej. Dolna strona jest siateczkowato-żyłkowana, jasno lub brudnożółtawa. Chwytniki bardzo nieliczne. Na brzegach odcinków plechy, rzadziej na górnej powierzchni często występują jaskrawożółte, półksiężycowate lub wargowate soralia.
Rozmnaża się głównie przez urwistki. Owocniki typu apotecjum występują bardzo rzadko. Mają średnicę do 1–2 mm i jasno-czerwono-brązowe, płaskie tarczki o cienkim i słabo widocznym brzeżku.
Budowa mikroskopowa;
Kora górna ma grubość 22–30 μm i zbudowana jest z pseudoparenchymy. Jej komórki są silnie pigmentowane żółtymi intruzjami. Komórki w najwyższych warstwach są izodiametryczne i mają grubość 2–3 μm, w niższych warstwach są wydłużone i mają rozmiary 3–6 × 2–3 μm. Rdzeń jest żółty, zbudowany z bardzo luźnych strzępek o grubości 3–6 μm, silnie inkrustowanych żółtymi granulkami pigmentu. Komórki glonów mają średnicę 5–15 μm i tworzą warstwę o grubości 20–45 μm. Dolna kora ma grubość 25–50 μm i zawiera nieliczne tylko intruzje pigmentu.
W jednym worku powstaje po 8 jednokomórkowych, bezbarwnych i niemal kulistych zarodników o rozmiarach 5–6 μm. Pyknidia występują rzadko. Mają gruszkowaty lub niemal kulisty kształt i rozmiary 80–120 × 70–100 μm. Ich ściany zbudowane są z trzech warstw isodiametrycznych komórek o rozmiarach 2–3 μm, czarne w górnej części, w dolnej ciemnobrązowe, czarnych w górnej części i ciemnobrązowych w dolnej. Powstające w nich konidiospory mają rozmiar 6-8 × 2 μm.
Reakcje barwne porostów
Kora K-, C, KC- lub + żółty, P-; rdzeń K, C, KC-, P-. Kwasy porostowe: w korze kwas usninowy, w rdzeniu kwas pinastrowy, kwas wulpinowy i zeorin oraz bliżej niezidentyfikowane związki aromatyczne.

## Występowanie i siedlisko
Jest szeroko rozprzestrzeniona na całej półkuli północnej. Na półkuli południowej stwierdzono występowanie tylko w Argentynie i na Nowej Zelandii. W Polsce występuje na obszarze całego kraju. W górach i w zachodniej części kraju jest dość częsty, na pozostałym obszarze występuje w rozproszeniu. Znajduje się na Czerwonej liście roślin i grzybów Polski. Ma status NT – gatunek o nieokreślonym zagrożeniu. W latach 2004–2014 znajdowała się na liście gatunków podlegających ścisłej ochronie.
Złotlinka jaskrawa rośnie na korze drzew, głównie liściastych, czasami obserwowano ją także na borówkach i na dębiku ośmiopłatkowym. Na roślinach iglastych obserwowano jej występowanie na jałowcu i kosodrzewinie. Na drewnie występuje rzadko, na skałach tylko wyjątkowo.

## Gatunki podobne
Zazwyczaj złotlinka jaskrawa jest łatwa do odróżnienia po charakterystycznych, jaskrawożółtych soraliach na brzegach odcinków plechy. Może czasami być podobna do świetlinki pospolitej (Candelaria concolor), ale ta ma kolor sorediów taki sam, jak kolor górnej powierzchni plechy.